# Estero El Conchalito
El Estero el Conchalito es un humedal inundado periódicamente por las mareas, en la costa de Baja California Sur al noroeste de México. Es reconocido por ser una fuente importante de alimentación y hogar de, al menos, 60 especies de aves, además de ser abundante en crustáceos. Tiene una superficie total de aproximadamente 40.7 hectáreas, incluyendo las áreas de transición ecológica, en las que se distribuyen tres especies de mangle: mangle rojo, mangle negro y mangle blanco.

## Historia
Algunos estudios demuestran que en el Estero el Conchalito se han encontrado tumbas ceremoniales como restos de personas, junto a herramientas e instrumentos de piedras. Estas investigaciones cuentan como  las poblaciones se relacionaban con el manglar como fuente de alimentación. Tuvo dos periodos de ocupación, el primero por parte de la población pericú y guaycurá. 
De acuerdo con Piñeda Chacón, el yacimiento El Conchalito data 1170 ± 150 a.C13.
De 1968 a 1976 en el estero se construyeron el Centro de Educación en Ciencia y Tecnología del Mar de nivel bachillerato, ahora Centro de Estudios Tecnológicos del Mar (CETMAR) y,  el Centro Interdisciplinario de Ciencias del Mar del IPN. Lo que provocó una pérdida de 6.2 hectáreas de manglar.

## Descripción
El clima de la zona es semidesértico. En el manglar, la temperatura media es de 24.2º con una máxima de 38.9 y, una mínima de 13.9º.  